# Giudici del Piovego
I tre giudici del Piovego (dal latino super publicis) erano una magistratura della Repubblica di Venezia.
Attestati a partire dal 1282, la loro istituzione fu dettata dalla necessità di amministrare i beni pubblici (vie, canali, terreni, acque, paludi) in un periodo in cui, di fronte all'incapacità dei proprietari di provvedere all'amministrazione dei beni, il Comune cominciò a considerare questi ultimi come parte del demanio. Essi furono preceduti dalle curie super canales e super pontibus et viis, create temporaneamente nella prima metà del Duecento.
Avevano una duplice funzione: da un lato si occupavano di mantenere, ed eventualmente estendere, i beni pubblici, dall'altro rilasciavano ai privati i permessi di bonificare aree demaniali e di edificarvi, di gestire le vie di comunicazione - di acqua e di terra - e di costruire i pozzi comuni. Ebbero quindi un ruolo di primo piano nello sviluppo urbano di Venezia all'inizio del Trecento e poi di nuovo, dopo la partentesi della peste nera e della guerra di Chioggia, alla fine dello stesso secolo.
Successivamente assunsero anche altri poteri. Avevano competenza criminale nei casi di usura, sia di cristiani che di ebrei, e le loro sentenze non erano appellabili senza che ne fosse garantita l'esecuzione. Giudicavano inoltre le vertenze fino a dieci lire, con alcune eccezioni rimesse ai giudici al forestier.
Nel 1704 fu stabilito che i requisiti per accedere alla carica di giudice del Piovego erano gli stessi per entrare in Quarantia.